# Hnumhotep
A Hnumhotep (ẖnmw-ḥtp; „Hnum elégedett”) ókori egyiptomi név. Híres viselői:
- Hnumhotep, a fáraó manikűröseinek elöljárója [Niuszerré alatt (V. dinasztia); Nianhhnummal közös sírjából ismert
- I. Hnumhotep, nomoszkormányzó I. Amenemhat alatt (XII. dinasztia)
- II. Hnumhotep, előző unokája, nomoszkormányzó II. Amenemhat és II. Szenuszert alatt (XII. dinasztia)
- III. Hnumhotep, előző fia, vezír II. Szenuszert és III. Szenuszert alatt (XII. dinasztia)
- IV. Hnumhotep, nomoszkormányzó, II. Hnumhotep fia és utódja kormányzóként